# Yoshida (Familienname)
Yoshida (japanisch よしだ, in der klar häufigsten jap. Schreibung 吉田) ist ein japanischer Familienname. Bei einer Erhebung im Jahr 2008 war er der elfthäufigste Familienname in Japan.

## Herkunft und Bedeutung
Yoshida ist entweder ein Wohnstätten- oder ein Herkunftsname. Wenn er in der häufigsten Form mit diesen Schriftzeichen geschrieben wird, geht er als Wohnstättenname auf die Bedeutung der chinesischen Schriftzeichen 吉 (dt. Glück oder Freude) und 田 (dt. Reisfeld) zurück; er bezeichnete also Personen die an einem glückbringenden Reisfeld wohnten. Als Herkunftsname erfolgte die Benennung nach dem Siedlungsnamen Yoshida (mehrfach in Japan). Einige andere, seltenere Familiennamen, die im Einzelfall als よしだ Yoshida gelesen werden, sind etwa 善田 Yoshida, 良田 Yoshida oder 芳田 Yoshida.

## Namensträger

### A
- Ai Kondō Yoshida (* 1980), japanische Seglerin
- Akihiro Yoshida (* 1975), japanischer Fußballspieler
- Akiko Yoshida, eigentlicher Name von Kokia (* 1976), japanische Sängerin
- Akimi Yoshida (* 1956), japanische Mangaka
- Akio Yoshida (* 1986), japanischer Fußballspieler
- Akira Yoshida (* 1971), japanischer Rugby-Union-Spieler
- Akiyoshi Yoshida (* 1966), japanischer Fußballspieler
- Arata Yoshida (* 2000), japanischer Fußballspieler
- Aya Yoshida (* 1971), japanische Kirchenmusikerin
- Ayako Yoshida (* 1976), japanische Ruderin

### B
- Yoshida Bungorō IV. (1869–1962), japanischer Bunraku-Künstler

### C
- Chika Yoshida (* 1970), japanische Sportfunktionärin
- Chinami Yoshida (* 1991), japanische Curlerin

### E
- Yoshida Eiza I. (1872–1945), japanischer Bunraku-Spieler
- Eri Yoshida (* 1992), japanische Baseballspielerin

### F
- Fumiyo Yoshida (* 1981), japanische Leichtathletin
- Yoshida Fumiko (1913–2001), japanische Architektin
- Yoshida Fumiyuki (1915–2004), japanischer Kunsthandwerker

### G
- Gentaro Yoshida (* 2000), japanischer Fußballspieler
- George Yoshida (1922–2014), US-amerikanischer Jazzmusiker, Musikpädagoge und Autor

### H
- Hana Yoshida (* 2005), japanische Eiskunstläuferin
- Haruki Yoshida (Fußballspieler, 2001) (* 2001), japanischer Fußballspieler
- Haruki Yoshida (Fußballspieler, 2003) (* 2003), japanischer Fußballspieler
- Harumi Yoshida (* 1972), japanischer Politiker
- Hayato Yoshida (* 1989), japanischer Radrennfahrer
- Hidehiko Yoshida (* 1969), japanischer Judoka
- Yoshida Hidekazu (1913–2012), japanischer Musikkritiker und Essayist
- Yoshida Hideo (1903–1963), japanischer Unternehmer
- Hirofumi Yoshida (* 1968), japanischer Dirigent
- Hiromichi Yoshida (* 1999), japanischer Weitspringer
- Yoshida Hiroshi (Maler) (1876–1950), japanischer Maler
- Hiroshi Yoshida (Politiker) (* 1956), japanischer Politiker
- Hiroshi Yoshida (Fußballspieler) (* 1958), japanischer Fußballspieler und -trainer
- Hiroyuki Yoshida (* 1969), japanischer Fußballspieler

### I
- Ibuki Yoshida (* 1997), japanischer Fußballspieler
- Yoshida Isoya (1894–1974), japanischer Architekt
- Yoshida Issui (1898–1973), japanischer Dichter

### J
- Jimpei Yoshida (* 2003), japanischer Fußballspieler
- Jonathan Yoshida (* 1982), samoanischer Gewichtheber
- Jun-ichi Yoshida (1954–2019), japanischer Chemiker

### K
- Kaii Yoshida (* 1981), japanischer Tischtennisspieler
- Yoshida Kanetomo (1435–1511), japanischer Shintō-Priester und -Theologe
- Kaori Yoshida (* 1981), japanische Marathonläuferin
- Kazuaki Yoshida (* 1987), japanischer Hürdenläufer
- Keishin Yoshida (* 1987), japanischer Skilangläufer
- Keisuke Yoshida (Regisseur) (* 1975), japanischer Filmregisseur und Drehbuchautor
- Keisuke Yoshida (Schwimmer) (* 2000), japanischer Schwimmer
- Ken Yoshida (* 1970), japanischer Fußballspieler
- Yoshida Ken’ichi (Schriftsteller) (1912–1977), japanischer Schriftsteller
- Ken’ichi Yoshida (Animator) (* 1969), japanischer Animator und Illustrator
- Ken’ichi Yoshida (Rennfahrer) (* 1969), japanischer Motorradrennfahrer
- Ken’ichi Yoshida (* 1979), japanischer Musiker der Yoshida Brothers
- Yoshida Kenkō († 1350), japanischer Autor und buddhistischer Mönch
- Kentarō Yoshida (* 1980), japanischer Fußballspieler
- Kiichi Yoshida (* 1919), japanischer Schwimmer
- Kōsaku Yoshida (1909–1990), japanischer Mathematiker und Lehrbuchautor, siehe Kōsaku Yosida
- Yoshida Kōtarō (Kampfsportler) (1883–1966), japanischer Kampfkünstler
- Kōtarō Yoshida (Schauspieler) (* 1959), japanischer Schauspieler
- Kurumi Yoshida (* 1991), japanische Synchronschwimmerin

### M
- Makito Yoshida (* 1992), japanischer Fußballspieler
- Manato Yoshida (* 2001), japanischer Fußballspieler
- Mariko Yoshida (* 1933), japanische Schauspielerin, siehe Mariko Okada
- Mariko Yoshida (Volleyballspielerin) (* 1954), japanische Volleyballspielerin
- Masafumi Yoshida (* 1985), japanischer Fußballspieler
- Masaki Yoshida (* 1984), japanischer Fußballspieler
- Masako Yoshida (* 1957), japanische Fußballspielerin
- Masami Yoshida (Leichtathlet, 1946) (* 1946), japanischer Sprinter
- Masami Yoshida (Leichtathlet, 1958) (1958–2000), japanischer Speerwerfer
- Yoshida Masao (Baseballspieler) (1914–1996), japanischer Baseballspieler
- Yoshida Masao (Flötist) (1915–2003), japanischer Flötist
- Yoshida Masao (Politiker) (1923–2009), japanischer Politiker
- Masao Yoshida (Segler) (* 1932), japanischer Segler
- Masao Yoshida (Ingenieur) (1955–2013), japanischer Nuklearingenieur
- Masataka Yoshida (* 1993), japanischer Baseballspieler
- Masaya Yoshida (* 1996), japanischer Fußballspieler
- Masayoshi Yoshida (* 1982), japanischer Fußballspieler
- Maya Yoshida (* 1988), japanischer Fußballspieler
- Megumu Yoshida (Fußballspieler) (* 1973), japanischer Fußballspieler und -trainer
- Megumu Yoshida (Synchronschwimmerin) (* 1995), japanische Synchronschwimmerin
- Minato Yoshida (Fußballspieler, 1992) (* 1992), japanischer Fußballspieler
- Minato Yoshida (Fußballspieler, 2008) (* 2008), japanischer Fußballspieler
- Minoru Yoshida (1935–2010), japanischer Avantgarde-Künstler und Performer
- Mitsuko Yoshida (* um 1930), japanische Badmintonspielerin
- Mitsunori Yoshida (* 1962), japanischer Fußballspieler
- Yoshida Mitsuyoshi (1598–1672), japanischer Rechenbuchautor
- Miyako Yoshida (* 1965), japanische Balletttänzerin
- Motohiro Yoshida (* 1974), japanischer Fußballspieler

### N
- Naoki Yoshida (* 1973), japanischer Spieleentwickler
- Naoya Yoshida (* 1994), japanischer Fußballspieler
- Nobuhiro Yoshida, japanischer Petrograph

### R
- Reiko Yoshida (* 1967), japanische Mangaka und Drehbuchautorin
- Rikio Yoshida (* 1939), japanischer Nordischer Kombinierer
- Ryoichi Yoshida (* 1965), japanischer Leichtathlet
- Ryūichi Yoshida (* 1971), japanischer Jazzmusiker

### S
- Sachio Yoshida (* 1980), japanischer Fußballspieler
- Saori Yoshida (* 1982), japanische Ringerin
- Satoru Yoshida (* 1970), japanischer Fußballspieler
- Satoshi Yoshida (* 1990), japanischer Fußballspieler
- Yoshida Seiichi (1908–1984), japanischer Literaturwissenschaftler
- Yoshida Setsuko, Geburtsname von Migishi Setsuko (1905–1999), japanische Malerin
- Setsuko Yoshida (Volleyballspielerin) (* 1942), japanische Volleyballspielerin
- Yoshida Shigeru (1878–1967), japanischer Politiker
- Shigetomo Yoshida (1890–??), japanischer Reiter
- Shigetsugu Yoshida (* 1931), japanischer Regisseur und Animator
- Yoshida Shōin (1830–1859), japanischer Revolutionär
- Shūhei Yoshida (* 1964), japanischer Manager und Spieleproduzent
- Shūichi Yoshida (* 1968), japanischer Schriftsteller
- Shūichi Yoshida (Handballspieler), (* 2001), japanischer Handballspieler
- Shūichi Yoshida (Ringer), japanischer Ringer
- Yoshida Shūkō (1887–1946), japanischer Maler
- Shun Yoshida (* 1996), japanischer Fußballspieler
- Sunao Yoshida (1969–2004), japanischer Schriftsteller

### T
- Yoshida Tadao (1908–1993), japanischer Unternehmer
- Tadatomo Yoshida (* 1956), japanischer Politiker
- Taiju Yoshida (* 2000), japanischer Fußballspieler
- Takahisa Yoshida (* 1970), japanischer Leichtathlet
- Yoshida Takako (1910–1956), japanische Komponistin
- Takayuki Yoshida (* 1977), japanischer Fußballtrainer
- Yoshida Tamao (1919–2006), japanischer Bunraku-Spieler
- Tatsuma Yoshida (* 1974), japanischer Fußballspieler
- Tatsuo Yoshida (1932–1977), japanischer Manga-Zeichner
- Tatsuya Yoshida (* 1961), japanischer Rock- und Fusionmusiker
- Tetsurō Yoshida (1894–1956), japanischer Architekt
- Yoshida Tōgo (1864–1918), japanischer Historiker
- Yoshida Tomizō (1903–1973), japanischer Mediziner
- Tomohisa Yoshida (* 1984), japanischer Fußballspieler
- Tomoki Yoshida (* 1982), japanischer Rugby-Union-Spieler
- Tomoko Yoshida (* 1934), japanische Schriftstellerin
- Tomoyasu Yoshida (* 1997), japanischer Fußballspieler
- Tōru Yoshida (* 1965), japanischer Fußballspieler
- Yoshida Tōshi (1911–1995), japanischer Holzschnittkünstler
- Toshio Yoshida (1928–1997), japanischer Künstler
- Toshitada Yoshida (* 1947), japanischer Ringer
- Yoshida Tōyō (1816–1862), japanischer Samurai
- Toyoko Yoshida (* um 1925), japanische Badmintonspielerin
- Tsukasa Yoshida (* 1995), japanische Judoka

### Y
- Yasuhiro Yoshida (* 1969), japanischer Fußballspieler
- Yasushi Yoshida (* 1960), japanischer Fußballspieler
- Yasutaka Yoshida (* 1966), japanischer Fußballspieler
- Yoshihito Yoshida (* 1972), japanischer Rugby-Union-Spieler
- Yoshikatsu Yoshida (* 1941), japanischer Ringer
- Yoshishige Yoshida (1933–2022), japanischer Filmregisseur und Drehbuchautor
- Yoshio Yoshida (Baseballspieler) (* 1933), japanischer Baseballspieler und -trainer
- Yoshio Yoshida (Künstler) (* 1940), japanisch-deutscher Grafiker, Zeichner und Maler
- Yūji Yoshida (* 2002), japanischer Fußballspieler
- Yuka Yoshida (* 1976), japanische Tennisspielerin
- Yuki Yoshida (1914–1996), japanisch-kanadische Filmeditorin und Filmproduzentin
- Yukino Yoshida (* 2003), japanische Eisschnellläuferin
- Yurika Yoshida (* 1993), japanische Curlerin
- Yutaka Yoshida (* 1990), japanischer Fußballspieler

### Z
- Yoshida Zengo (1885–1966), japanischer Admiral und Politiker